# 愛知県道316号富好新田宮崎鳥羽線

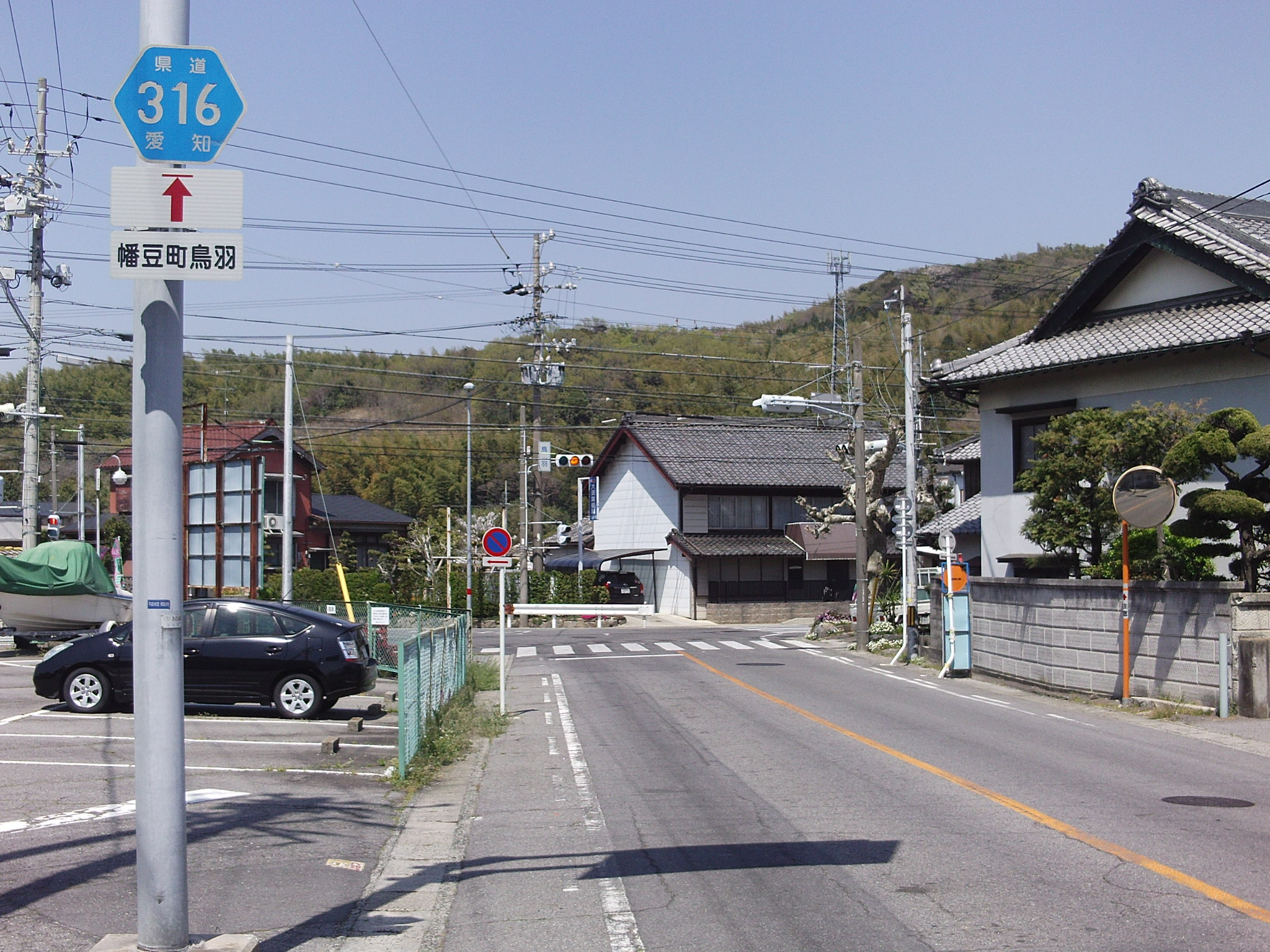
3地域の終点である鳥羽。再び国道247号に合流する。写真の信号機は電球式信号機だが、現在はLED信号機に交換済

愛知県道316号富好新田宮崎鳥羽線（あいちけんどう316ごう とみよししんでんみやざきとばせん）は、愛知県西尾市の一般県道である。富好新田･宮崎･鳥羽の3地域を巡る。宮崎海岸の観光地やホテル等へ行くには主要な道路である。

## 概要

### 路線データ
- 起点：愛知県西尾市吉良町富好新田（吉良温泉入口交差点：国道247号交点）
- 終点：愛知県西尾市鳥羽町（鳥羽交差点：国道247号交点）
- 総延長：約4.6km

## 沿革
- 1959年12月15日：認定

## 通過する自治体
- 愛知県西尾市

## 主な接続道路
- 国道247号

## 沿線周辺
- 正法寺古墳･正法寺･白山神社･乙川公民館
- 愛知県立吉良高等学校
- 吉良町歴史民俗資料館
- 吉良多目的広場･吉良文化広場
- 吉田港
- 吉良温泉（三河湾リゾートリンクスほか多数）
- 吉良ワイキキビーチ（吉良海水浴場）
- 宮崎配水池
- 名鉄蒲郡線三河鳥羽駅
- 三河湾リゾートリンクス